# Cédric Kuentz
Cédric Kuentz (15 november 1973, Chamonix-Mont-Blanc) is een voormalige Franse langebaanschaatser. Hij was jarenlang de beste schaatser van Frankrijk en een vaste waarde in de internationale subtop op de 1500m. Tijdens allroundtoernooien had de Fransman veel moeite met de afsluitende 10km.

## Records

### Persoonlijke records
| Afstand      | Tijd     | Datum            | Baan           |
| ------------ | -------- | ---------------- | -------------- |
| 500 meter    | 36,39    | 21 februari 1999 | Calgary        |
| 1000 meter   | 1.10,78  | 21 februari 1999 | Calgary        |
| 1500 meter   | 1.47,82  | 29 januari 2000  | Calgary        |
| 3000 meter   | 3.52,32  | 29 januari 2002  | Calgary        |
| 5000 meter   | 6.35,05  | 9 februari 2002  | Salt Lake City |
| 10.000 meter | 14.15,24 | 26 november 2000 | Heerenveen     |

## Resultaten
| Jaar | EK Allround | WK Allround | WK Sprint | WK Afstanden        | Olympische Spelen             | WK Junioren |
| ---- | ----------- | ----------- | --------- | ------------------- | ----------------------------- | ----------- |
| 1992 |             |             |           |                     |                               | NC36        |
| 1993 | NC26        | NC28        |           |                     |                               | NC23        |
| 1994 |             | NC32        |           |                     |                               |             |
|      |             |             |           |                     |                               |             |
| 1996 | 10e         | NC18        | 26e       | 9e 1500m            |                               |             |
| 1997 | NC23        | NC27        |           |                     |                               |             |
| 1998 | 12e         | NC19        |           | 20e 1000m 16e 1500m | 37e 1500m 19e 5000m           |             |
| 1999 | 16e         |             | 24e       | 11e 1000m 4e 1500m  |                               |             |
| 2000 | NC28        |             | DNF2      | 15e 1500m           |                               |             |
| 2001 | 8e          | NC16        | 37e       | 16e 1500m           |                               |             |
| 2002 | NC23        |             |           |                     | 38e 1000m 29e 1500m 24e 5000m |             |

NC36 = niet gekwalificeerd voor de laatste afstand, maar wel als 36e geklasseerd in de eindrangschikking
DNF2=niet gefinisht op de tweede afstand